# Онлайнова група
Група (онлайнова соціальна мережа) (часто називають також спільнота, е-група або клуб) — спільнота людей зі схожими інтересами, які спілкуються один з одним усередині онлайнової соціальної мережі.
Групою також називають функціональну можливість багатьох соціальних мережевих служб, котра дозволяє користувачам створювати, коментувати і читати інформацію онлайнових форумів відповідно до власних специфічних інтересів, певної сфери діяльності, географічної прив'язки або інтересів (спорт, музика, професії тощо). Групи дають можливість відкритого чи закритого доступу, запрошень та/або приєднання до інших користувачів. Групи створюються з метою забезпечити міні-мережу учасників в рамках ширшої та різноманітнішої соціальної мережевої служби. Подібно як і в електронних списках розсилки, групи також належить і підтримуються власниками, модераторами або менеджерами, які мають можливості редагування повідомлень в обговоренні теми і регулювання поведінки членів в рамках групи. Якість і ранг групи в першу чергу оцінюється за кількістю учасників.

## Складові групи
Групу характеризують її назва, опис, статус відкритої або закритої групи, число учасників тощо.
Для груп характерна наявність адміністраторів, модераторів, форуму, можливості публікації медіа вмісту (фотоальбоми, зображення, відеозаписи, аудіозаписи).
Модератор соціальної мережі — це:
- учасник групи, що має право карати і заохочувати інших учасників групи, що відповідає за порядок на цьому форумі або його частини. Покарання, як правило, буває двох видів: попередження і заборона користуватися групою.
- штатний співробітник адміністрації сайту соціальної мережі, співробітник служби технічної підтримки, що спостерігає за порядком і нормальною роботою сайту, який має право попереджати і карати користувачів відповідно до правил соціальної мережі.

Елементами групи можуть бути так звана «стіна», чорний список, бан-лист, стрічка новин та стрічка активності.